# Ludowy Front Wyzwolenia Omanu

Flaga organizacji

Ludowy Front Wyzwolenia Omanu ((arab. ‏الجبهة الشعبية لتحرير عُمان‎, trb. Al-Dżbha asz-Sz`bija lthrir `uman)) – organizacja partyzancka z Omanu.

## Historia
Utworzony w maju 1974 roku w wyniku przekształcenia Ludowego Frontu Wyzwolenia Omanu i Okupowanej Zatoki Perskiej. Od chwili utworzenia toczył kampanię partyzancką przeciwko wojskom rządowym oraz brytyjskim i irańskim, które interweniowały w wewnętrzny konflikt. Działalność Ludowego Frontu obejmowała południowe tereny Omanu. Powstanie zostało stłumione w 1976 roku, a jego uczestnicy zostali amnestionowani.

## Wsparcie i kontakty zagraniczne
Był wspierany przez Jemen Południowy, Związek Socjalistycznych Republik Radzieckich i Chińską Republikę Ludową. Utrzymywał też dobre relacje z palestyńskimi organizacjami fedainów o lewicowym zabarwieniu, szczególnie z Demokratycznym Frontem Wyzwolenia Palestyny. 

## Ideologia
Był grupą maoistowską. Jego celem było obalenie dynastii Al Busa’id, część rebeliantów popierała ponadto niepodległość regionu Muhafazat Zufar.